# FEVE 3500

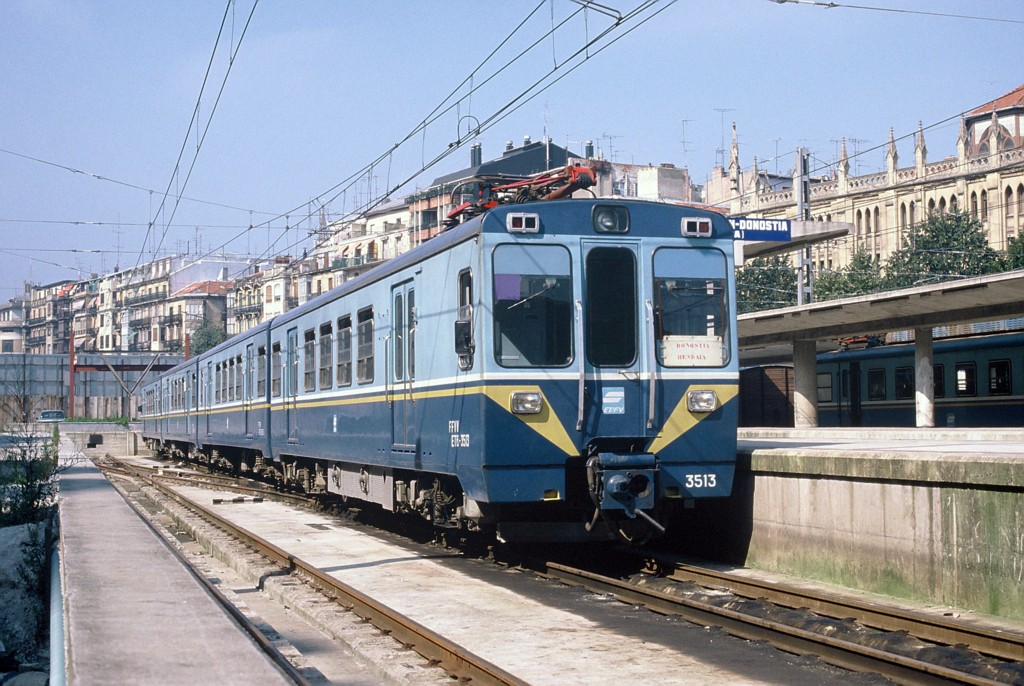
EuskoTren-Triebwagen 3513 des „El Topo“ mit zwei Bei- und einem Steuerwagen in Ursprungsausführung im Bahnhof San Sebastián-Amara, 1988

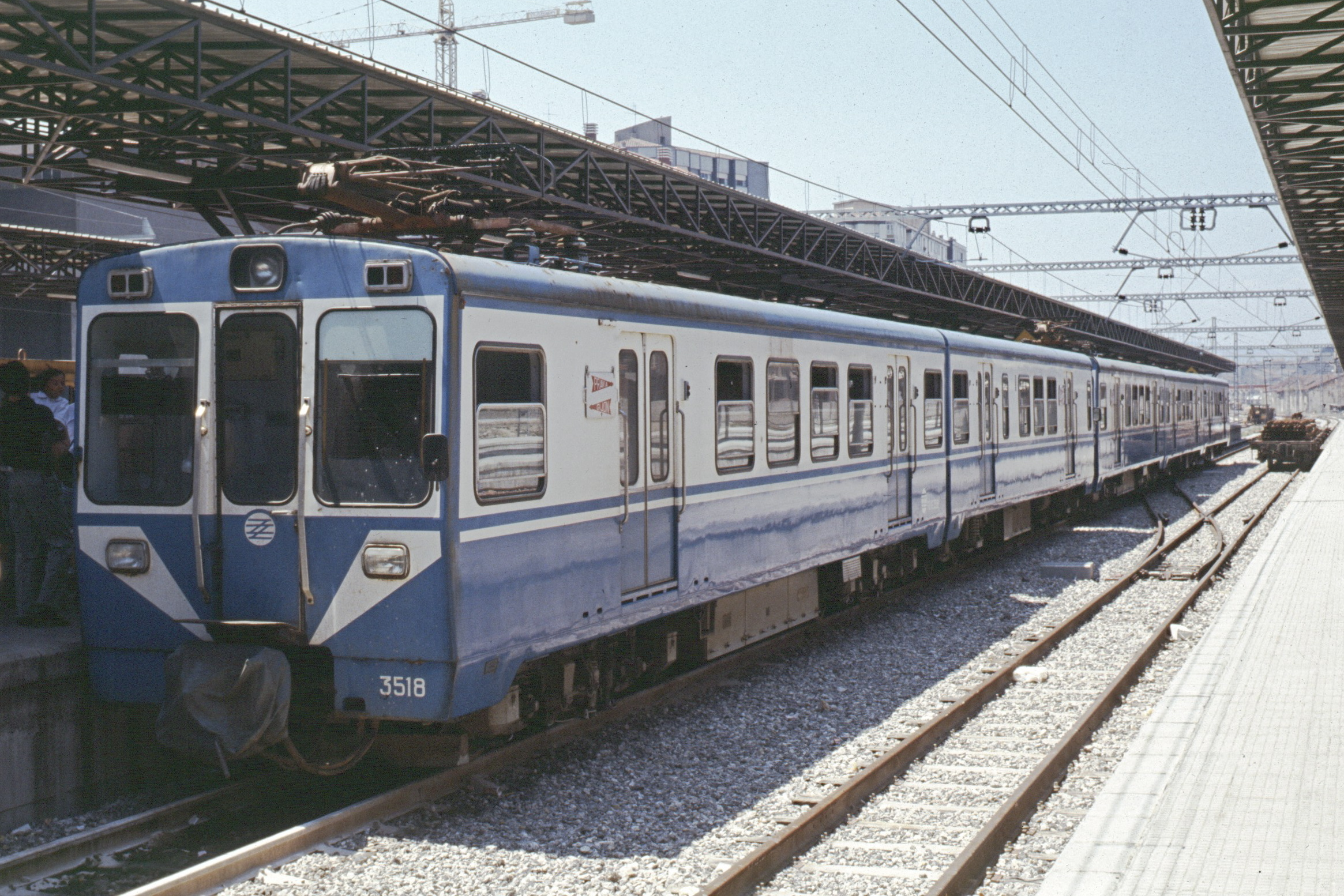
Triebwagen 3518 in Ursprungsausführung im Bahnhof Cercanías in Gijón, 1988

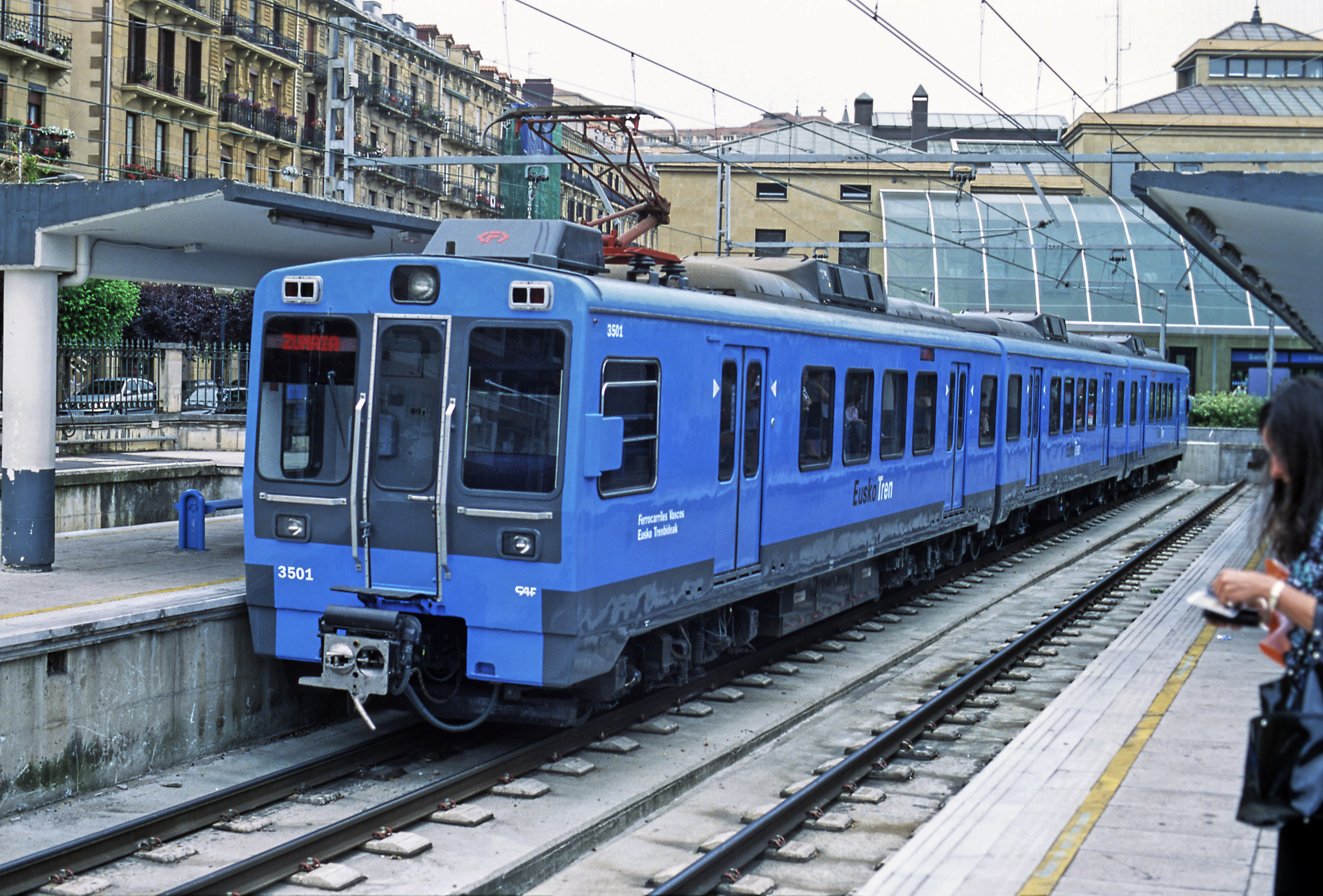
Modernisierter Dreiwagenzug der Euskotren mit Triebwagen 3501 (Zweitbesetzung) im Bahnhof San Sebastián-Amara, 2004

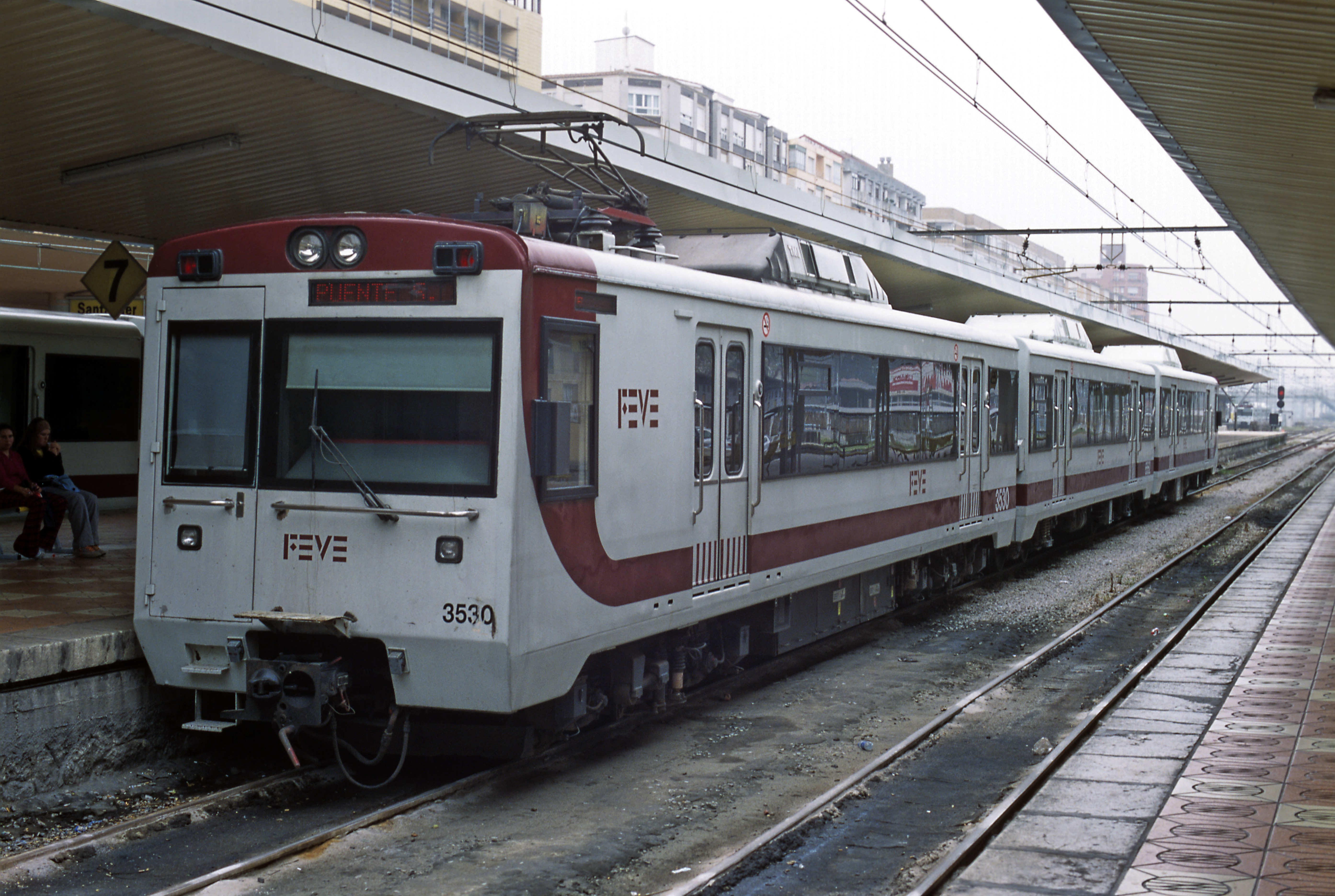
Modernisierter FEVE-Triebwagen mit Mittel- und Steuerwagen im Bahnhof Santander, 2004

Die Fahrzeuge der Baureihe 3500 sind meterspurige elektrische Triebwagen der spanischen Eisenbahngesellschaft Ferrocarriles de Vía Estrecha (FEVE).
Die mit einem gleichartigen Steuerwagen der Baureihe 6500 gekuppelten Fahrzeuge (Achsfolge Bo’Bo’+2’2’) wurden ab 1978 ausgeliefert. 1977 wurden 15 Einheiten (Betriebsnummern 3501 bis 3515) beim Unternehmen Construcciones y Auxiliar de Ferrocarriles (CAF) für das baskische Schmalspurnetz bestellt. Mit der Vergabe dieses Netzes an das 1982 gegründete Unternehmen Euskotren wurden diese Fahrzeuge von jenem übernommen. 16 Einheiten (3516 bis 3531) wurden 1980 für andere Linien des FEVE-Netzes nachbestellt, 6 weitere (3532 bis 3537) im Jahr 1983. Die Züge der ersten Serie waren zunächst in Durango stationiert, die ersten sieben wurden aber bald nach Errenteria zur „El Topo“ genannten Strecke von San Sebastian über Irún in den französischen Ort Hendaye umgesetzt. Die Wagen ähneln den zur selben Zeit ebenfalls bei CAF gebauten Breitspurtriebwagen der Renfe-Reihe 440, ein wesentlicher Unterschied sind jedoch die auf den Betrieb mit hohen Bahnsteigen angepassten trittstufenlosen Einstiege. Entsprechend sind auch die Wagenböden eben und stufenlos. Im Aufbau und der äußeren Form ähneln den Wagen der Reihe 3500 ebenfalls denen der noch von der FEVE beschafften Reihe 3600 der Metro Valencia, die 1986 von den Ferrocarrils de la Generalitat Valenciana übernommen worden. Sie wurden 1982 und 1983 am baskischen Standort von Babcock & Wilcox gefertigt. 
Die Kapazität der mehrfachtraktionsfähigen Triebwagen erwies sich als unzureichend, daher wurden bereits 1978 führerstandslose Mittelwagen (Baureihe 5500) bestellt, die zwischen den Trieb- und den Steuerwagen eingereiht wurden. Für den „Topo“ wurden nochmals vier Mittelwagen erworben, um vier Vierwagenzüge bilden zu können. Bei einer Überschwemmung wurden 1983 die Triebwagen 3501 und 3508 in Bilbao zerstört. Sie wurden durch Neubauten ersetzt, die die gleichen Betriebsnummern in Zweitbesetzung tragen. 1988 wurden drei Euskotren-Züge (3504, 3506 und 3515) für den Güterschnellverkehr „Bidexpress“ zwischen San Sebastian und Bilbao umgebaut, der sich aber nicht bewährte. Die Züge wurden daraufhin der Regelbauart wieder angeglichen.
Die meterspurigen, unter einer Oberleitung mit 1500 V Gleichspannung verkehrenden Wagen sind 2550 mm breit und 3475 mm hoch, Trieb-, Mittel- und Steuerwagen sind jeweils 15,24 m lang. Ein Triebwagen wiegt 30,9 t, ein Steuerwagen 25,7 t. Die Höchstgeschwindigkeit beträgt 80 km/h, die vier Fahrmotoren der Bauart TA 6788-H haben eine Gesamtleistung von 660 kW. Die Führerstandsenden der Trieb- und Steuerwagen sind mit Scharfenbergkupplungen mit Kontaktaufsätzen ausgerüstet, die Vielfachsteuerung ermöglicht den Betrieb von Zügen aus vier Einheiten.
Die Fahrzeuge wurden in den 1990er Jahren modernisiert, bei weiteren Umbauten ab 1999 erhielten die Züge Klimaanlagen. Bei der Modernisierung erhielten die Wagen der FEVE neue Führerstandsfronten. Die Stirnwandtüren blieben erhalten, sie wurden jedoch von der Fahrzeugmitte auf die in Fahrtrichtung rechte Seite verlegt. Mit zwei zusätzlichen Trittstufen dienen sie als Einstieg für das Personal, wenn die Wagen nicht an einem Bahnsteig stehen. Bei den Einheiten von Euskotren blieben die ursprünglichen Stirnfronten erhalten. Sechs umgebaute Einheiten aus Trieb- und Steuerwagen der zweiten Serie tragen die neue Baureihenbezeichnung 3300. Die Nummerierung wurde dahingehend geändert, dass der Triebwagen jeweils eine ungerade, der Steuerwagen die folgende gerade Endziffer erhielt. Beispiel: der Triebwagen 3301 (vorm. 3519) läuft mit dem Steuerwagen 3302 (vorm. 6519).
Die 15 Triebwagen der ersten Serie wurden weitgehend im Frühjahr 2017 abgestellt, die zugehörigen Mittel- und Steuerwagen nach Ecuador verkauft. Der Wagen 3504 schied bereits 2007 nach einem Unfall aus dem Bestand. Die Einheit 3506/5506/6506 ging an das Baskische Eisenbahnmuseum in Azpeitia.